# معركة اللاذقية الثانية
معركة اللاذقية الثانية كانت معركة بحرية صغيرة في حرب أكتوبر اندلعت في 11 أكتوبر 1973 بين إسرائيل وسوريا. تألفت قوة البحرية الإسرائيلية من زاورق صواريخ من طراز ساعر 2 وساعر 3 وساعر 4 مسلحةبصواريخ جبرائيل المضادة للسفن في حين تكونت قوة البحرية السورية من زوارق صواريخ من فئة كومار وفئة أوسا سوفياتية الصنع مسلحين بصواريخ  بي-15 تيرميت ( لقب تعريف الناتو إس إس-إن-2 ستيكس) المضادة للسفن.

## مقدمة
بعد خسارة 3 قوارب صواريخ خلال معركة اللاذقية الأولى في 7 أكتوبر 1973، رفضت البحرية السورية الاشتراك مع البحرية الإسرائيلية في معركة مفتوحة في البحر، وبدلاً من ذلك استخدمت قواربها الصاروخية في غزوات قصيرة من أفواه الموانيء لإطلاق الصواريخ، بالاعتماد على بطاريات المدفعية الساحلية للدفاع. لاستفزاز قوارب الصواريخ السورية في قتال مفتوح، تم إرسال مايكل باركاي قائد أسطول صواريخ البحرية الإسرائيلية مع 7 قوارب صواريخ لشن هجوم ليلي على الموانئ السورية، وتم وضع علامة على خزانات النفط في الموانئ كأهداف ثانوية. 
قام بركاي بتقسيم قوته، حيث كلف زورقين صواريخ من طراز ساعر 4 لمهاجمة ميناء بانياس وقاربان آخران لمهاجمة القاعدة البحرية السورية في المينا البيضا، وكلف زوارق الصواريخ الثلاثة الأخرى لمهاجمة اللاذقية مرة أخرى.

## المعركة
عندما بدأت القوارب الهجوم، أمر باركاي بتشغيل إجراءاتهم المضادة الإلكترونية وفي الوقت نفسه متابعة أهدافهم بسرعة 40 عقدة. كما كان الحال خلال المعركة السابقة، كان مشغلو الرادار السوريون مرتبكين، معتقدين أنهم يتتبعون خمس مجموعات من الأهداف مع 17 سفينة مشتركة بين 12 و15 ميلًا بحريًا قبالة الساحل. أرسلت البحرية السورية قاربين صواريخ من بانياس واثنين من اللاذقية لإطلاق صواريخهم على الأهداف. 
عند الوصول إلى اللاذقية، وجد الإسرائيليون أن قوارب الصواريخ السورية كانت تستخدم سفن تجارية أجنبية ترسو قبالة الميناء للحماية، وتندفع وتخرج من بين السفن لإطلاق صواريخها. صدرت الأوامر للقوارب الإسرائيلية بإطلاق النار على الزوارق السورية رغم خطر إصابة السفينة التجارية غير المسلحة، ونتيجة لذلك أغرقت صواريخ غابرييل الإسرائيلية اثنين من السفن التجارية، واحدة يابانية وأخرى يونانية. 
استمرت المعركة لمدة ساعتين تقريبًا، حيث كانت القوارب الإسرائيلية تتجول حول الميناء في محاولة للتهرب من إطلاق النار من القوارب الصاروخية السورية والمدفعية الساحلية، بينما في الوقت نفسه أطلقت النار بالتناوب على قوارب الصواريخ السورية أو على خزانات النفط على الشاطئ. 
فشل الإسرائيليون في نهاية المطاف في إشعال أي من صهاريج النفط ولم يتمكنوا من إلحاق سوى إصابات محتملة في قارب من طراز أوسا وقارب واحد من طراز كومار. كان الهجوم على ميناء بانياس هو الوحيد الذي نجح في إشعال خزانات النفط على الشاطئ.